# Museu Herzl
El Museu Herzl (en hebreu: מוזיאון הרצל) és un museu de Jerusalem, que s'ocupa d'activitats i visió de Theodor Herzl. El museu està situat a la principal plaça d'accés a la Muntanya Herzl. Poc després de la mort de Theodor Herzl, el Banc Anglo-Palestí va adquirir uns 2.000 dúnams (2,0 quilòmetres quadrats) al centre-sud de Palestina, on es troba el Bosc Hulda avui, per a una granja i un gran edifici que albergaria la gestió de la granja i alhora un museu dedicat a Herzl. No obstant això, el museu no va ser creat i només en l'any 1960 es va construir a la Muntanya Herzl a Jerusalem. El museu inclou exposicions sobre la vida de Theodor Herzl, incloent una reproducció del seu estudi a Viena. En l'any 2000 va ser tancat a causa de la falta de manteniment, però va reobrir les seves portes en l'any 2005, després del centenari de la mort de Herzl.